# فریدریش کارل فوربرگ
فریدریش کارل فوربرگ (انگلیسی: Friedrich Karl Forberg; ۳۰ اوت ۱۷۷۰ – ۱ ژانویهٔ ۱۸۴۸) کتابدار، فیلسوف، و استاد دانشگاه آلمانی بود.